# Joos van Craesbeeck

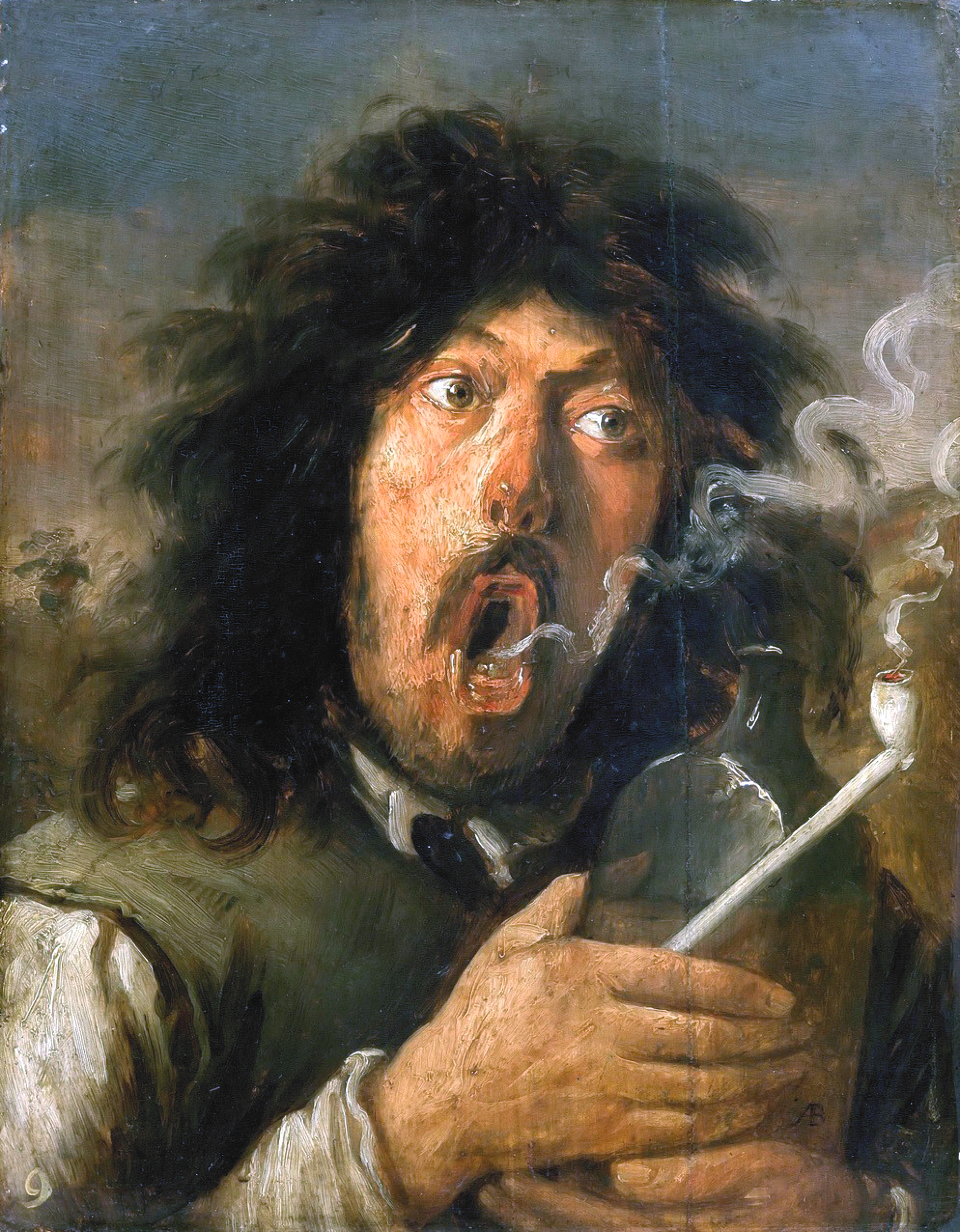
Joos van Craesbeeck, O Fumante.

Joos van Craesbeeck (1605 — entre 1654 e 1662) foi um pintor barroco flamengo que se especializou em interiores de tavernas, tronies, e outros trabalhos similiares ao de seus professor, Adriaen Brouwer. Nascido em (Brabante Flamengo), ele se tornou um mestre na Guilda de São Lucas da Antuérpia em 1633–1634, e assim como seus contemporâneos David Teniers, o velho e David Ryckaert III, desenvolveu a pintura de gênero. Posteriormente se mudou para Bruxelas onde se uniu a guilda de pintores daquela cidade em 1651.

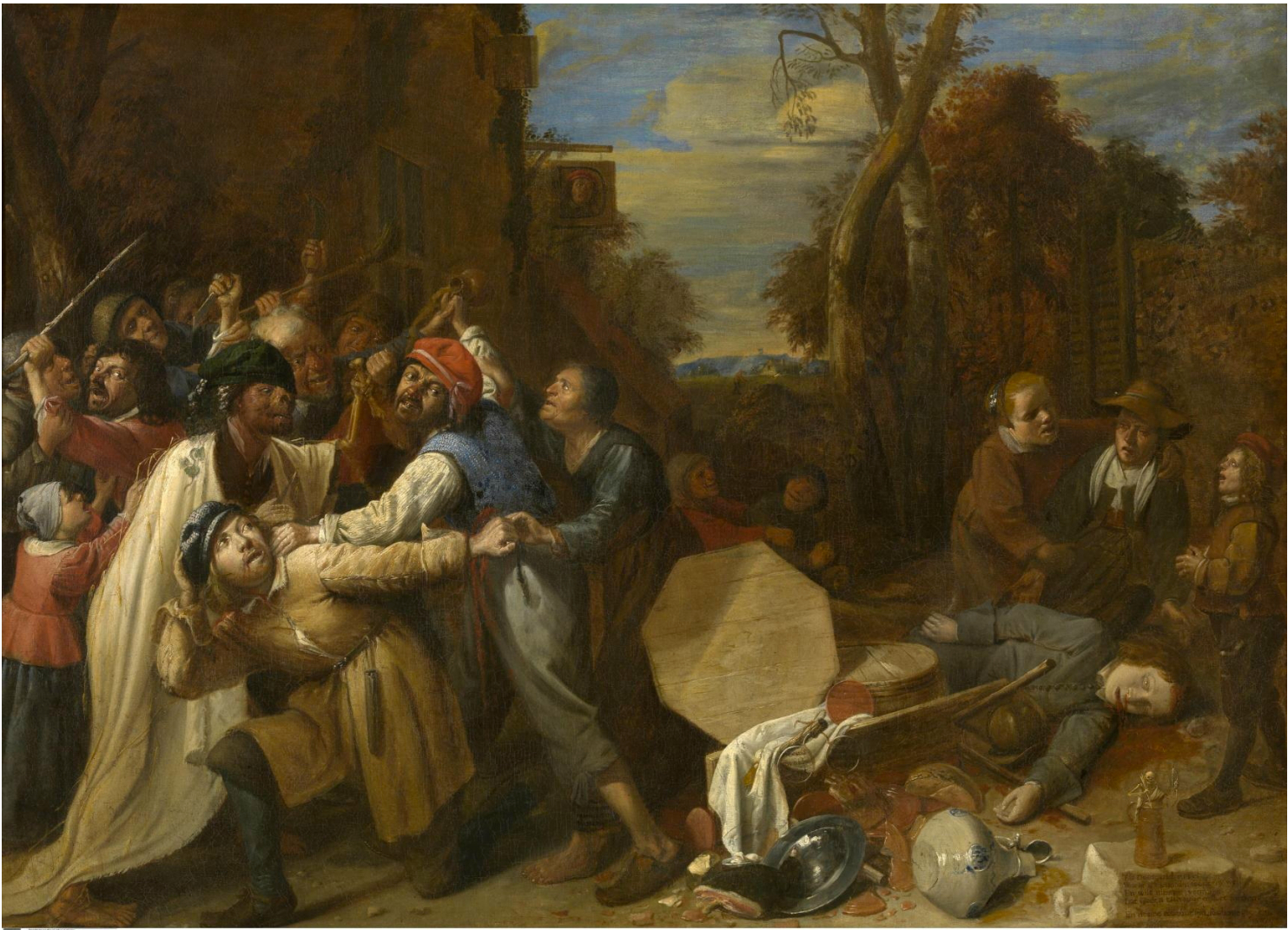
Joos van Craesbeeck, A Morte é Violenta e Rápida. Museu Real de Belas Artes (Antuérpia).

Pinturas como A Morte é Violenta e Rápida são típicas de suas imagens teatrais  de camponeses brigando com imagens expressivas violentas. 